# Фридрих Лудвиг Карл фон Прусия
Фридрих Лудвиг Карл фон Прусия, наричан Принц Луис (на немски: Friedrich Ludwig Karl von Preußen, Prinz Louis, Louis von Preußen, * 5 ноември 1773 в Потсдам, † 28 декември 1796 в Берлин) е пруски принц и пруски генералмайор.
Лудвиг е вторият син на крал Фридрих Вилхелм II фон Прусия (1744 – 1797) и втората му съпруга Фредерика (1751 – 1805), дъщеря на ландграф Лудвиг IX фон Хесен-Дармщат.
На 24 декември 1793 г. в Берлин Лудвиг се жени за принцеса Фридерика фон Мекленбург-Щрелиц. Два дена преди това по-големият му брат тронпринц Фридрих Вилхелм III се жени за нейната сестра принцеса Луиза фон Мекленбург-Щрелиц.
През 1795 г. кралят го прави командир на драгунски полка № 1, щабът на който се намира в Шведт. През 1796 г. принц Луис се разболява от дифтерит и скоро след това умира.

## Фамилия
Фридрих Лудвиг и Фридерика фон Мекленбург-Щрелиц (* 2 март 1778, † 29 юни 1841), дъщеря на Карл II, велик херцог на Мекленбург, имат децата:
- Фридрих Лудвиг (1794 – 1863), ∞ 1817 принцеса Луиза фон Анхалт-Бернбург (1799 – 1882)
- Карл Георг (1795 – 1798)
- Фридерика (1796 – 1850), ∞ 1818 херцог Леополд IV Фридрих фон Анхалт-Десау (1794 – 1881)